# Top 12 2010/11 (Frauen)
Die Top 12 2010/11 war die neunte französische Mannschaftsmeisterschaft im Schach der Frauen.
Meister wurde der Titelverteidiger Évry Grand Roque. Aus der Nationale I waren der Club de Les Tours de Haute Picardie, Cercle d'Echecs Bennwihr, die Association Cannes-Echecs und der Club de Echiquier Guingampais aufgestiegen. Während Cannes und Haute Picardi den Klassenerhalt erreichten, mussten Benwihr und Guingamp zusammen mit dem Club de J.E.E.N. und Cercle d’Echecs de Strasbourg direkt wieder absteigen.
Zu den gemeldeten Mannschaftskadern siehe Mannschaftskader der Top 12 2010/11 (Frauen).

## Spieltermine
Die Vorrunde fand statt vom 11. bis 13. Februar 2011; die Wettkämpfe der Groupe A wurden zentral in Bennwihr ausgerichtet, die Wettkämpfe der Groupe B in Sartrouville. Die Finalrunde wurde am 25. und 26. Juni in Le Port-Maly gespielt.

## Modus
Die zwölf teilnehmenden Vereine wurden in zwei Sechsergruppen (Groupe A und Groupe B) eingeteilt und spielten in diesen ein einfaches Rundenturnier. Über die Platzierung entschied zunächst die Anzahl der Mannschaftspunkte (3 Punkte für einen Sieg, 2 Punkte für ein Unentschieden, 1 Punkt für eine Niederlage, 0 Punkte für eine kampflose Niederlage), anschließend der direkte Vergleich, danach die Differenz zwischen Gewinn- und Verlustpartien und letztendlich die Zahl der Gewinnpartien. Die beiden Letzten jeder Gruppe stiegen in die Nationale I ab, während sich die beiden Ersten jeder Gruppe für die Finalrunde qualifizierten. Diese wurde im k.-o.-System ausgetragen, wobei auch der dritte Platz ausgespielt wurde.

## Vorrunde

### Gruppeneinteilung
Die 12 Mannschaften wurden wie folgt in die zwei Vorrunden eingeteilt:
| Groupe A                                | Groupe B                          |
| --------------------------------------- | --------------------------------- |
| Évry Grand Roque (1)                    | Club de L'Echiquier Naujacais (2) |
| Club de Bischwiller (A3)                | Club de Mulhouse Philidor (3)     |
| Club de Vandœuvre-Echecs (B3)           | Club de J.E.E.N. (A4)             |
| Cercle d’Echecs de Strasbourg (A5)      | Club de Montpellier Echecs (B4)   |
| Club de Les Tours de Haute Picardie (N) | Association Cannes-Echecs (N)     |
| Cercle d'Echecs Bennwihr (N)            | Club de Echiquier Guingampais (N) |

Anmerkungen:
- Die Vorjahresplatzierung sowie die zugehörige Gruppe wird eingeklammert angegeben. Bei den vier Halbfinalisten ist die genaue Platzierung (zwischen 1 und 4) angegeben, bei den Aufsteigern „N“.
- La Diagonale du Sud Montpellier schloss sich dem Club de Montpellier Echecs an, der die Startberechtigung übernahm.

### Groupe A
Vor der letzten Runde stand Benwihr bereits als Absteiger fest, während alle anderen Entscheidungen noch nicht gefallen waren. Évry und Bischwiller sicherten sich die beiden Halbfinalplätze, während auf den Plätzen 4 und 5 Haute Picardie und Strasbourg gleichauf lagen. Auch der direkte Vergleich endete unentschieden, und so musste Strasbourg am Ende durch den Umstand absteigen, dass Haute Picardie im direkten Vergleich am Spitzenbrett siegreich war.

#### Abschlusstabelle
| Pl. | Verein                                  | Sp | G | U | V | MP | Brett-P. |
| --- | --------------------------------------- | -- | - | - | - | -- | -------- |
| 01. | Évry Grand Roque (M)                    | 5  | 5 | 0 | 0 | 15 | 16:1     |
| 02. | Club de Bischwiller                     | 5  | 4 | 0 | 1 | 13 | 12:4     |
| 03. | Club de Vandœuvre-Echecs                | 5  | 3 | 0 | 2 | 11 | 11:6     |
| 04. | Club de Les Tours de Haute Picardie (N) | 5  | 1 | 1 | 3 | 8  | 5:12     |
| 05. | Cercle d’Echecs de Strasbourg           | 5  | 1 | 1 | 3 | 8  | 5:12     |
| 06. | Cercle d'Echecs Bennwihr (N)            | 5  | 0 | 0 | 5 | 5  | 1:15     |

#### Entscheidungen
|     | qualifiziert für das Halbfinale: Évry Grand Roque, Club de Bischwiller                |
|     | Absteiger in die Nationale I: Cercle d’Echecs de Strasbourg, Cercle d'Echecs Bennwihr |
| (M) | Meister der letzten Saison                                                            |
| (N) | Aufsteiger der letzten Saison                                                         |

#### Kreuztabelle
| Ergebnisse | Ergebnisse                          | 01. | 02. | 03. | 04. | 05. | 06. |
| ---------- | ----------------------------------- | --- | --- | --- | --- | --- | --- |
| 01.        | Évry Grand Roque                    |     | 2:0 | 4:0 | 3:0 | 4:0 | 3:1 |
| 02.        | Club de Bischwiller                 | 0:2 |     | 2:1 | 4:0 | 3:1 | 3:0 |
| 03.        | Club de Vandœuvre-Echecs            | 0:4 | 1:2 |     | 3:0 | 3:0 | 4:0 |
| 04.        | Club de Les Tours de Haute Picardie | 0:3 | 0:4 | 0:3 |     | 2:2 | 3:0 |
| 05.        | Cercle d’Echecs de Strasbourg       | 0:4 | 1:3 | 0:3 | 2:2 |     | 2:0 |
| 06.        | Cercle d'Echecs Bennwihr            | 1:3 | 0:3 | 0:4 | 0:3 | 0:2 |     |

### Groupe B
Während die beiden Absteiger schon vor der letzten Runde feststanden und Cannes den Gruppensieg schon sicher hatte, sicherte sich Montpellier erst in der letzten Runde Platz 2.

#### Abschlusstabelle
| Pl. | Verein                            | Sp | G | U | V | MP | Brett-P. |
| --- | --------------------------------- | -- | - | - | - | -- | -------- |
| 01. | Association Cannes-Echecs (N)     | 5  | 5 | 0 | 0 | 15 | 14:1     |
| 02. | Club de Montpellier Echecs        | 5  | 3 | 1 | 1 | 12 | 13:5     |
| 03. | Club de L'Echiquier Naujacais     | 5  | 2 | 2 | 1 | 11 | 13:7     |
| 04. | Club de Mulhouse Philidor         | 5  | 2 | 1 | 2 | 10 | 9:6      |
| 05. | Club de Echiquier Guingampais (N) | 5  | 1 | 0 | 4 | 7  | 2:17     |
| 06. | Club de J.E.E.N.                  | 5  | 0 | 0 | 5 | 5  | 1:16     |

#### Entscheidungen
|     | qualifiziert für das Halbfinale: Association Cannes-Echecs, Club de Montpellier Echecs |
|     | Absteiger in die Nationale I: Club de Echiquier Guingampais, Club de J.E.E.N.          |
| (N) | Aufsteiger der letzten Saison                                                          |

#### Kreuztabelle
| Ergebnisse | Ergebnisse                    | 01. | 02. | 03. | 04. | 05. | 06. |
| ---------- | ----------------------------- | --- | --- | --- | --- | --- | --- |
| 01.        | Association Cannes-Echecs     |     | 3:0 | 3:1 | 1:0 | 4:0 | 3:0 |
| 02.        | Club de Montpellier Echecs    | 0:3 |     | 2:2 | 3:0 | 4:0 | 4:0 |
| 03.        | Club de L'Echiquier Naujacais | 1:3 | 2:2 |     | 2:2 | 4:0 | 4:0 |
| 04.        | Club de Mulhouse Philidor     | 0:1 | 0:3 | 2:2 |     | 4:0 | 3:0 |
| 05.        | Club de Echiquier Guingampais | 0:4 | 0:4 | 0:4 | 0:4 |     | 2:1 |
| 06.        | Club de J.E.E.N.              | 0:3 | 0:4 | 0:4 | 0:3 | 1:2 |     |

## Endrunde

### Übersicht
|  | Halbfinale                 | Halbfinale                |                            |   | Finale | Finale |
|  |                            |                           |                            |   |        |        |
|  | Évry Grand Roque           | 3                         |                            |   |        |        |
|  | Club de Montpellier Echecs | 0                         |                            |   |        |        |
|  |                            |                           |                            |   |        |        |
|  |                            |                           |                            |   |        |        |
|  | Évry Grand Roque           | 2                         |                            |   |        |        |
|  |                            | Association Cannes-Echecs | 0                          |   |        |        |
|  |                            |                           |                            |   |        |        |
|  | Spiel um Platz drei        |                           |                            |   |        |        |
|  |                            |                           | Club de Montpellier Echecs | 3 |        |        |
|  | Association Cannes-Echecs  | 2                         | Club de Bischwiller        | 0 |        |        |
|  | Club de Bischwiller        | 1                         |                            |   |        |        |

### Entscheidungen
|  | Französischer Mannschaftsmeister: Évry Grand Roque |

### Halbfinale
In beiden Halbfinalwettkämpfen konnten sich die Favoriten durchsetzen.

### Finale und Spiel um Platz 3
Während Évry im Finale leicht favorisiert war, war der deutliche Sieg von Montpellier im Spiel um Platz 3 eine Überraschung.

## Die Meistermannschaft
| 1.            | Évry Grand Roque                                                                    |
| Schachfiguren | Anna Musytschuk, Sophie Milliet, Marina Roumegous, Chloe Huisman, Pauline Guichard. |